# Stoenești (okręg Giurgiu)
Stoenești – wieś w Rumunii, w okręgu Giurgiu, w gminie Stoenești. W 2011 roku liczyła 1805 mieszkańców.